# Tamagawa-Zahl
In der Mathematik ist die Tamagawa-Zahl eine Invariante algebraischer Gruppen. Eine von Robert Kottwitz bewiesene Vermutung André Weils besagt, dass sie für einfach zusammenhängende halbeinfache algebraische Gruppen stets {\displaystyle 1} ist.

## Definition
Sei {\displaystyle G} eine reduktive algebraische Gruppe über einem globalen Körper. Das Haar-Maß auf dem Adelring {\displaystyle {\mathbb {A} }} kann so normiert werden, dass der Faktorraum {\displaystyle {\mathbb {A} }/k} Maß {\displaystyle 1} hat. Mit einer links-invarianten {\displaystyle \dim(G)}-Form {\displaystyle \omega } auf {\displaystyle G(k)} und den Haar-Maßen auf den Vervollständigungen {\displaystyle k_{\nu }} erhält man Haar-Maße auf {\displaystyle G(k_{\nu })}. Tamagawa zeigte, dass das damit erhaltene Haar-Maß auf {\displaystyle G({\mathbb {A} })} nicht von der Wahl von {\displaystyle \omega } abhängt: {\displaystyle c\omega } gibt dasselbe Maß. Das so konstruierte Haar-Maß wird als Tamagawa-Maß bezeichnet.
Die Tamagawa-Zahl von {\displaystyle G} ist das Volumen von {\displaystyle G({\mathbb {A} })/G(k)} bzgl. der Projektion des Tamagawa-Maßes. 